# Бюттенхардт
Бюттенхардт (нем. Büttenhardt) — коммуна в Швейцарии, в кантоне Шаффхаузен. 
Население составляет 352 человека (на 31 декабря 2006 года). Официальный код — 2914.